# Oakville (circonscription provinciale)
Pour les articles homonymes, voir Oakville.
Circonscription électorale provinciale du Canada
Oakville est une circonscription provinciale de l'Ontario représentée à l'Assemblée législative de l'Ontario depuis 1999.
La circonscription a également été représentée de 1975 à 1987.

## Géographie
La circonscription est située dans le sud de l'Ontario et représente une partie de la ville de Oakville.
Les circonscriptions limitrophes sont Burlington, Oakville-Nord—Burlington, Mississauga—Erin Mills, Oakville-Nord et Mississauga—Lakeshore.

## Historique
| Législature                                                  | Années        | Député         | Député           | Parti                     |
| ------------------------------------------------------------ | ------------- | -------------- | ---------------- | ------------------------- |
| Oakville Circonscription issue de Halton-Ouest et Halton-Est |               |                |                  |                           |
| 33e                                                          | 1975-1977     |                | James Snow       | Progressiste-conservateur |
| 31e                                                          | 1977-1981     |                | James Snow       | Progressiste-conservateur |
| 32e                                                          | 1981-1985     |                | James Snow       | Progressiste-conservateur |
| 33e                                                          | 1985-1987     | Terry O'Connor |                  | Progressiste-conservateur |
| Circonscription dissoute                                     |               |                |                  |                           |
| Circonscription issue de Halton-Centre et Oakville-Sud       |               |                |                  |                           |
| 37e                                                          | 1999-2003     |                | Gary Carr        | Progressiste-conservateur |
| 38e                                                          | 2003-2007     |                | Kevin Flynn      | Libéral                   |
| 39e                                                          | 2007-2011     |                | Kevin Flynn      | Libéral                   |
| 40e                                                          | 2011-2014     |                | Kevin Flynn      | Libéral                   |
| 41e                                                          | 2014-2018     |                | Kevin Flynn      | Libéral                   |
| 42e                                                          | 2018-2022     |                | Stephen Crawford | Progressiste-conservateur |
| 43e                                                          | 2022–2025     |                | Stephen Crawford | Progressiste-conservateur |
| 44e                                                          | 2025–en cours |                | Stephen Crawford | Progressiste-conservateur |

## Résultats électoraux
Depuis 1999
1975-1987

## Circonscription fédérale
Depuis les élections provinciales ontariennes du 4 octobre 2007, l'ensemble des circonscriptions provinciales et des circonscriptions fédérales sont identiques.